# Switch (filme de 1991)
Switch (prt: Na Pele de uma Loira, ou Na Pele de uma Loura; bra: Switch - Trocaram Meu Sexo) é um filme estadunidense de 1991, dos gêneros comédia, policial e fantasia, escrito e realizado por Blake Edwards.

## Sinopse
Homem mulherengo assassinado por três ex-namoradas é obrigado a reencarnar como uma bela loura para se redimir dos males que havia causado.

## Elenco
- Ellen Barkin .... Amanda Brooks
- Jimmy Smitts .... Walter Stone
- JoBeth Williams .... Margo Brofman
- Lorraine Bracco .... Sheila Faxton
- Tony Roberts .... Arnold Freidkin
- Perry King .... Steve Brooks
- Bruce Payne .... diabo
- Lysette Anthony .... Liz
- Victoria Mahoney .... Felícia
- Basil Hoffman .... Higgins
- Catherine Keener .... secretária de Steve
- Kevin Kilner .... Dan Jones
- John Lafayette .... sargento Phillips
- Téa Leoni .... Connie)

## Principais prémios e nomeações
| Lista de prêmios e indicações | Lista de prêmios e indicações    | Lista de prêmios e indicações | Lista de prêmios e indicações |
| Premiação                     | Categoria                        | Recipiente                    | Resultado                     |
| ----------------------------- | -------------------------------- | ----------------------------- | ----------------------------- |
| Globo de Ouro 1992            | Melhor ator - comédia ou musical | Ellen Barkin                  | Indicada                      |